# Frota do Pacífico dos Estados Unidos
A Frota do Pacífico dos Estados Unidos (em inglês United States Pacific Fleet, ou USPACFLT) é a principal força naval da marinha estadunidense no Oceano Pacífico. O quartel-general da frota fica na estação naval de Pearl Harbor, no Havaí, com várias instalações secundárias na Ilha North, na Baía de San Diego, localizado no continente.
Foi criada em 1907 e ganhou fama por sua atuação durante a Segunda Guerra Mundial, na Guerra do Pacífico. Atualmente tem 130 000. Cerca de 200 embarcações/submarinos pertencem às unidades subordinadas. A frota aérea das unidades subordinadas é composta por 1 200 aeronaves.

## Início
A Frota do Pacífico dos EUA foi criada em 1907 pela fusão dos Esquadrões Asiático e do Pacífico. Em 1910, os navios do 1º Esquadrão foram novamente organizados em uma Frota Asiática separada. A Ordem Geral de 6 de dezembro de 1922 estabeleceu a Frota dos EUA com a Frota de Batalha como uma presença militar do Pacífico.
A aparência moderna da frota deve-se à divisão pré-Segunda Guerra Mundial da frota dos EUA nas frotas do Atlântico e do Pacífico.
Em maio de 1940, a unidade estava estacionada na costa oeste dos Estados Unidos. No verão daquele ano, em resposta ao expansionismo japonês, ela foi condenada a assumir uma posição avançada em Pearl Harbor (Havaí). O Almirante Comandante James O. Richardson se opôs à transferência de longo prazo, mesmo protestando pessoalmente em Washington, DC. As considerações políticas eram tão importantes, no entanto, que ele foi sucedido por seu vice, Almirante Marido E. Kimmel.

O almirante Claude C. Bloch estava no comando do distrito naval local de Pearl Harbor (separado da frota) na época do ataque japonês a Pearl Harbor em 7 de dezembro de 1941.